# 大多和與四郎

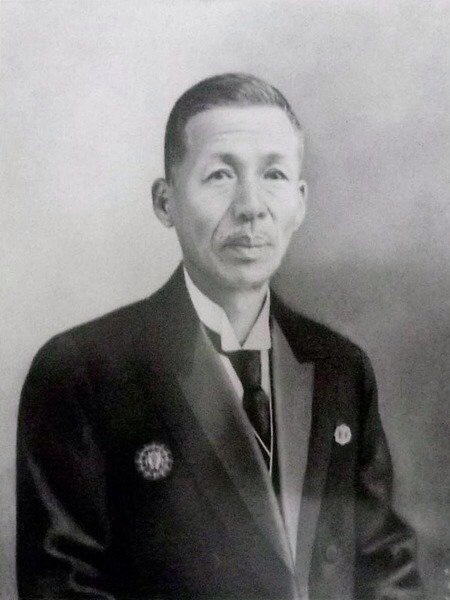
大多和與四郎

大多和 與四郎（おおたわ よしろう、1880年（明治13年） - 1938年（昭和13年））は、伝染性紅斑（通称:リンゴ病）を日本で初めて発見したとして知られる千葉県白子町（旧 関村）の医学者。
相模国三浦一族の流れをくむ大多和忠右衛門(旧関村初代村長)の四男。関小学校、旧制千葉中学校、旧制第七高等学校、九州帝国大学医学部(旧 京都帝国大学福岡医科大学)を卒業し、同大学附属病院で内科医、小児科医として勤務した。
1912年（大正元年）に、当時小学校低学年の子供に流行していた頬が赤くなる奇病「りんごほっぺ病（伝染性紅斑）」はウイルス性疾患であることを日本で初めて発見し、医学雑誌(第5病の2例. 児科雑誌, 149: 721-730, 1912)に報告した。
1914年（大正3年）、高等学校時代を過ごした鹿児島市が桜島の大噴火に身舞われたため、同窓の内田孝蔵、諸岡存、飯島博と共に同地を訪問し救護に当たった。
1915年（大正4年）、関村に大多和医院を開設。
1937年（昭和12年）に、大正3年当時を述懐した「大正三年桜島噴火探検二十五週年追憶記」を出版した。

## 関連人物
- 大多和義久
- 三浦義明
- 三浦氏
- 三浦寛次
- 内田孝蔵
- 諸岡存
- 飯島博
- 田部長右衛門_(23代)